# Narragansett pacer
Narragansett pacer är en numera utdöd hästras som existerade i USA under 1600-1700-talet. Den användes inom plantagerna, speciellt i området runt Rhode Island och hade en extra gångart, en skön och bekväm passgång. Narragansett Pacer är även den ras som anses vara föregångare till många av de amerikanska så kallade "gaited" raser med passgång som extra gångart exempelvis Rocky Mountain Horse, Amerikansk travare och American saddlebred.

## Historia
Narragansett Pacer-hästen utvecklades under mitten av 1600-talet, men det finns många teorier om hur. En del menar att hästarna utvecklades med hjälp av indianernas hästar som var naturliga passgångare, som sedan korsades med godsägarnas hästar. Den mest troliga teorin är att Narragansettpacerhästen utvecklades med hjälp av en hingst, kallad "old Snip" som importerades från Andalusien i Spanien av Guvernören Robinson. Hästar importerades även från Storbritannien, bland annat importerades engelska passgångare som inte dög längre när det engelska fullblodet hade slagit igenom på kapplöpningsbanorna och även ponnyer som den irländska hobbyn och Gallowayponnyn, varav båda dessa också numera är utdöda. De engelska raserna korsades med inhemska hästar som härstammade från de berömda spanska hästarna, som förts till Amerika under koloniseringen. 
Första gången uttrycket Narragansett Pacer nämndes var 1676 och hästarna användes då på plantagerna, främst i Rhode Island där de utvecklats i Narragansett Bay, som gett rasen dess namn. Hästarna exporterades även till Karibien och Västindien där de avlades upp i ännu fler spanska hästar och sannolikt ingick i utvecklingen av Paso Finon. I Västindien användes hästarna på sockerplantagerna och de blev även eftersökta som ridhästar och plantageägarna på de karibiska öarna kunde betala höga summor för att få tag på en Narragansett Pacer, inte bara för att de var bekväma att rida utan även för den djupt röda fuxfärgen, som ibland kallas Sorrel i USA. I Västindien kallades hästarna även Sorrel Pacers, efter både sin snabbhet och färgen. 
Exporten av hästar blev så stor att de båtar som användes för att skeppa över hästarna började kallas för "horse jockeys" och 1731 hade man 120 båtar för hästarna och över 7 000 hästar hade sålts till öarna. Uppfödarna av hästarna tog även emot melass som betalning för hästarna, vilket senare användes för att tillverka rom och området i Rhode Island blev snabbt känt för sina destillerier. 
Men efter Amerikanska inbördeskriget 1861-1865 blev Pacern nästan utrotad och användes främst för att utveckla flera av de moderna amerikanska hästraserna bland annat de "gaitade" American saddlebredhästarna och den amerikanska travaren. 
Författarinnan Alice Morse Earle berättar i sin självbiografi Stage Coach and Tavern Life om den sista pacern som var ett sto som dog 1880. Enligt Alice var hästen "en ful, fuxfärgad häst med bred rygg och korta ben och hon gungade när hon gick". Beskrivningen var knappast smickrande om en ras som varit så viktig för de många plantageägarna.

## Egenskaper
Pacerhästen var en liten häst i ponnystorlek, aldrig över 140 cm och de var kända för att kunna röra sig smidigt och snabbt i svår terräng. Dessutom var de oerhört härdiga. Puritanska lagar hade egentligen förbjudit kapplöpningar under den här tiden men i hela New England roade man sig ändå med kapplöpningar i passgång med sina Pacers, vilket även var ett sätt för uppfödarna att välja de snabbaste hästarna till avel. Det påstods att Narragansett Pacern kunde gå en engelsk mile på bara några sekunder över två minuter. 
Hästarna var mest berömda för sin bekväma passgång som var bekväm att rida och de var säkra på foten och dessutom var de väldigt lätthanterliga. Hästarna var oftast fuxfärgade med små till mellanstora vita tecken i ansikte och på benen. Hästarna beskrevs som ganska fula men med ett finskuret huvud, smala ben och de höll för det mesta huvud och svans högt. 